# Officersmesse
En officersmesse er et spise- og opholdsrum (messe) for officerer på krigsskibe og kaserner. Den kan desuden bruges til briefinger og repræsentative formål.

## Officersmesser på krigsskibe
På krigsskibe er der som regel en kabys i tilslutning til officersmessen eller et stirrids, hvor menige messegaster anretter maden efter at have hentet den i kabyssen. I selve messen er der typisk en bar, hvor officererne kan få drinks. Det afhænger dog af de lokale forhold, om indtagelse af alkohol er tilladt til søs, kun tilladt når skibet ligger ved kaj eller helt forbudt. I United States Navy har der ikke været tilladt at indtage alkohol om bord siden 1913.
Der er forskellige regler for etiketten i officersmesse. Traditionelt anses det således for tabu at tale om politik, religion og sex. På større skibe er der ligeledes ilde set at tale fag i fredstid. Det anses heller ikke for passende at arbejde eller mødes med underordnede i en officersmesse. Ved spisetid skal man typisk bede om lov til at sætte sig til bord af den højest rangerende af de tilstedeværende officerer.
Skibschefen er normalt ikke medlem af officersmessen men kan spise der efter invitation.